# Torslanda flygfält
Torslanda flygfält (IATA-kod: GOT ICAO-kod: ESGB) - också kallat Gamla flygfältet eller Torslanda flygplats - anlades 1923 och var Göteborgs flygplats fram till den lades ner 1977 för att ersättas av Landvetter flygplats. Det låg vid Torslanda, beläget på Hisingens västra sida, 15 km från centrala Göteborg. Från början hette flygplatsen Göteborgs Flyghamn och innefattade även en sjöflyghamn. Vid sitt upphörande var flygfältet ett av Europas äldsta med reguljär trafik.

## Föregångare

Flygaren René Cozics flygplan på Kvibergsfältet. Mannen framför motorn kan vara piloten Cozic. Notera den lilla tygapan längst fram på övre vingen.

Det fanns flera flygfält i Göteborg innan Torslanda byggdes. Det första var Kvibergsfältet - Kvibergs hed - väster om Göta artilleriregementes (A 2) kaserner på det område som idag är Kvibergs kyrkogård. Området användes även som övningsfält för A 2 och som kapplöpningsbana. Premiärflygningen i form av en provflygning under fem minuter skedde vid 18-tiden den 23 mars 1911 av den belgiske flygaren René Cozic från Ostende. I en ellips kretsade han på cirka 50 meters höjd, från hangaren nästan ända ner till spårvägens slutstation och så tillbaka till utgångspunkten. Den officiella flygningen inför publik skedde den 26 mars. Den 31 maj 1912 gjordes den första passagerarflygningen i Göteborg. Det var marinflygaren Olle Dahlbeck, som kom till Göteborg de sista dagarna i maj med sitt dubbeldäckade aeroplan av typen Bristol Boxkite. Han genomförde ett antal uppstigningar med passagerare från Kviberg. Dahlbeck hade startat ett eget flygbolag - Flyg AB Dahlbeck - för att turnera.
Cozic var en av flera europeiska flygare som åkte runt och visade upp sina färdigheter för allmänheten. Sitt flygcertifikat fick han 25 år gammal, varpå han började livnära sig på flyguppvisningar. Han hade själv byggt sitt dubbeldäckade, Farman-liknande flygplan, utrustat med en åttacylindrig, 60 hk E.N.V. radmotor. Planet var 10 meter långt, med en spännvidd på 10 meter. Tomvikten var 400 kg. Maxfarten var cirka 85 km/tim och flyghöjden var normalt cirka 200 meter. Start- och landningssträckan var endast 30 meter, och bränslet räckte till tre timmars flygning.
Samtidigt fanns ett fält i Tingstadsvassen, där Ringöns industriområde numera är beläget, på nuvarande rangerbangården mellan Ringön och motorvägen, ungefär där Lundbyleden och Leråkersmotet idag ligger. Det var stadens första egentliga flygfält och öppnades för trafik i augusti 1913. Då det var beläget intill Göta älv kunde även sjöflygplan landa där. Närheten till staden via Hisingsbron var avgörande för flygfältets lokalisering. Dessutom innebar den tidigare anlagda Ringökanalen att taxning till eller från själva flygfältet blev möjlig. De första egentliga flygningarna från Tingstadsvassen gjordes redan i maj 1913 av Hugo Sundstedt. Då första världskriget bröt ut, tvingades enligt lag (SFS 1914:182) all civil flygverksamhet i Sverige att upphöra. Verksamhet vid Tingstadsvassen lades därför i träda. Tingstadsvassen användes dock i omgångar för tillfällig basering av enheter ur Arméns flygväsende - Flygkompaniet på Malmen - under krigsåren 1914-1918. Den 19 mars 1920 öppnade Svenska Lufttrafikbolaget Göteborgs första flygstation av större betydelse på Tingstadsfältet. Två plan fanns till stationens förfogande. Fältet försvann då man påbörjade arbetena med Götaälvbron 1935.
År 1916 förlades en flygstation till Nya Varvet, som en del i den utökade marina verksamheten i Göteborg. Dess hangarbyggnad och flygslip uppfördes i hamnens nordöstra del. I Marinens flygväsende ingick där även flygbåtar.
Den 1 juli 1920 skedde det första fallskärmshoppet i Göteborg. Det var löjtnant Thörnblad som gjorde ett uthopp vid Långedrag i samband med Svenska Mässan.

## Planeringen
1918 begärde Enoch Thulins Aeroplanfabrik att det skulle anläggas en kommunal flygplats i Göteborg. I slutet av samma år tillsatte Göteborgs Drätselkammare en kommitté, bestående av: stadsfullmäktiges vice ordförande Herman Lindholm, fastighetsdirektören Alfred Gärde och förste stadsingenjören Albert Lilienberg med notarien Olof Johnson som sekreterare, vilka fick i uppdrag att utreda förutsättningarna för anläggandet av en flygstation i Göteborg eller dess närhet. Sveriges Aeronautiska Sällskap erbjöd sig att utföra den tekniska utredningen. Som sakkunniga anlitades fältflygaren, kaptenen Folke Winbladh, marinflygaren kaptenen Christer F:son Egerström och chefen för marinens flygväsende, kommendörkaptenen Thor Lübeck. En särskilt tillsatt flygstationskommitté utgjordes av direktören John Lithander, ingenjören K.I. Schönander och kamreraren C.R. Cramér. Även Försvarsmakten deltog för att ta reda på vilka önskemål som fanns. Ett starkt önskemål var att en land- och en sjöflygplats skulle ligga nära varandra. Föreslagna alternativ, så som Kviberg, Tingstadsvass, Åby, Askim, Särö och Björlanda uteslöts och det kvarvarande alternativet var Torslanda. Riksdagen beviljade den 27 september 1921 anslag till en första utbyggnad av ett flygfält i Torslanda. Redan tidigare hade även Göteborgs stadsfullmäktige anslagit medel därtill. Efter fortsatt beredning skedde redovisning till stadsfullmäktige i mars 1922, och i november samma år påbörjades arbetet med den nya flyghamnen. Flygplatsen skulle anläggas på Amhult Uppegårds, Röd Sörgårds och Amhult Nedergårds marker. Den 2 september 1921 erhöll staden Kungl. Maj:ts rätt att expropriera marken, och 19 oktober 1922 beslöt Göteborgs stadsfullmäktige att förvärva den erforderliga marken.
Under utredningsarbetet gjordes studiebesök vid flera flygplatser i Europa. Planerna var stora och det skulle finnas möjlighet att angöra flyghamnen med luftskepp. I ett första steg skulle fältet omfatta minst 25 hektar och utbyggnad skulle kunna ske efter hand till totalt omkring 200 hektar, vilket skulle kräva utfyllnad av Torsviken. Det krävdes också ett område på vattnet av minst 1 000 meter med två olika stråk för sjöflyget.
Kommunikationsdepartementet godkände den 3 augusti 1923 "-- ett Göteborgs stad tillhörigt område i Torslanda socken --" som flygplats.

## Invigningen

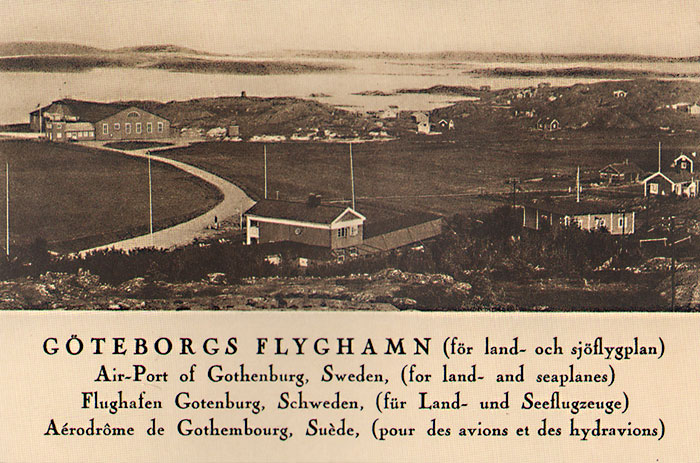
Göteborgs flyghamn 1923.

Flyghamnen invigdes av kronprins Gustav Adolf den 5 augusti 1923 klockan 14.00, samma år som Göteborg firade 300 år med jubileumsutställningen. Invigningen skulle ha skett den 4 augusti klockan 15.00, men sköts upp på grund av dåligt väder. Samtidigt pågick också den internationella luftfartsutställningen i Göteborg 1923 (ILUG 1923) under perioden 20 juli-12 augusti. I samband med invigningen anordnades internationella flygtävlingar, vilka ägde rum 4-12 augusti. Den första var ankomsttävlingen där man flög från Rotterdam via Bremen och Köpenhamn till Torslanda. Sjöflygplanen flög via Norderney och Köpenhamn. Planen fick landa tidigast klockan 16.00 invigningsdagen. Med en 300 hästars Renaultmotor försedd Bréguetmaskin, ankom den svenske löjtnanten N. Söderberg 1 minut och 36 sekunder efter 16.00, och vann därmed tävlingen. Holländaren B. Grace, med en Fockermaskin, kom tvåa och några sekunder senare passerade den tyske löjtnanten R. Thiedemann mållinjen med ett av Junkers sexsitsiga sjötrafikplan. Väderleksförhållandena var usla under tävlingen. Regnet vräkte ner, molnen gick på en höjd av knappt hundra meter och det blåste 17 m/s. Förutom ett hederspris, delades ett första pris på 10 000 kronor ut, ett andra på 5 000 kronor och ett tredje på 3 000 kronor. Därutöver fick den tävlande som först passerade mållinjen ett extrapris på 4 000 kronor.
Kung Gustaf V besökte flygplatsen den 9 augusti.  
Vid invigningen hade en hangar, en restaurang med hotell, en slip för sjöflyg, bryggor m.m. hunnit färdigställas. Landflygplatsens nästan cirkelrunda gräsyta var markerad med en stor vitkalkad ring och på hangarens tak var det målat med stora vita bokstäver, AERODROM.

## Blå Hangaren

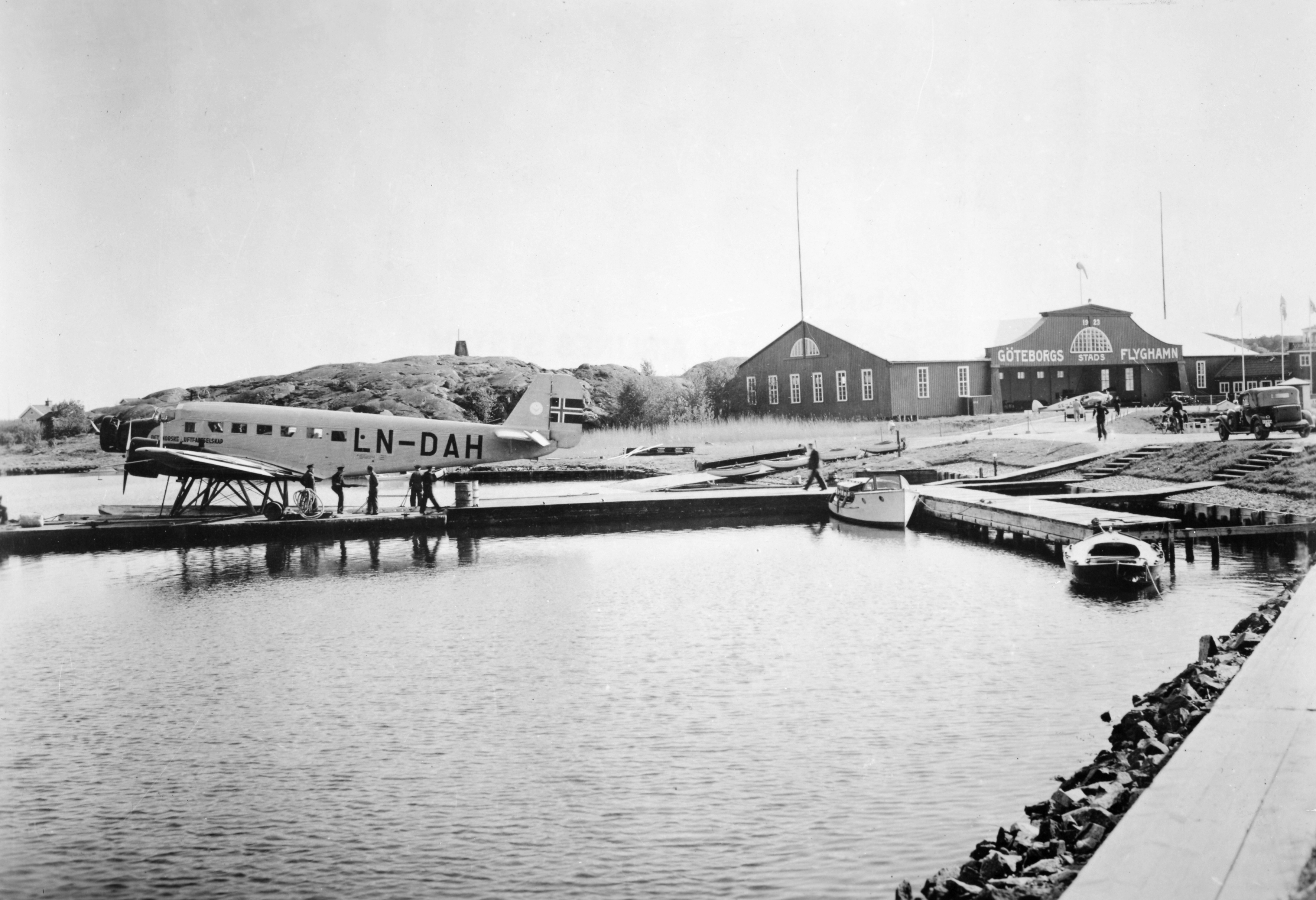
Junker Ju 52 LN-DAH, vid Torslanda flygfält, på 1940-talet. I bakgrunden ses Blå Hangaren med sin ursprungliga fasad, det vill säga innan 1946.

Blå Hangaren, ritades av Malte Erichs (1888-1966), uppfördes till invigningen 1923 och byggdes om 1946 .
Hangaren mätte ursprungligen 60x27 meter och hade en för den tiden unik takkonstruktion - fribärande utan pelare - och uppfördes med virke som blivit över vid byggandet av Liseberg.
1927 byggdes den till, bland annat med en vinkelbyggnad för passagerare, tull och flygbolag men även administration och radiostation. 1940 tillkom en panncentral och 1946 byttes hangarportarna ut och framsidans fasad förändrades. 1959 byggdes hangaren ut ytterligare i samband med att 2. helikopterdivisionen ur Marinen etablerades där. När Marinens helikoptrar 1970 flyttade till Säve flygfält flyttade Polisens helikoptrar in, liksom affärsflygföretag. De blev kvar till 1977-1978 när de flyttade till Säve respektive Landvetter. Blå Hangaren var på väg att bli byggnadsminne, när den totalförstördes i en anlagd brand den 31 maj 1980.

## De tidiga åren
Den första reguljära avgången ägde rum den 7 augusti 1923. En Junkers F 13 startade mot Köpenhamn och Malmö-Bulltofta. Under flygplatsens första fem månader luftbefordrades 1 838 personer - år 1932 var siffran ungefär den dubbla för ett helt år. Totalt ska cirka 20 000 passagerare ha använt sig av Torslanda Flyghamn under de första tio åren.
Svenska flygklubbens internationella civila flygmöte, det första i sitt slag i Norden, hölls den 17—20[?] maj på Torslanda flygfält. Under flygmötet anlände det för Norrland av Röda korset beställda, nya sjukvårdsplanet, vilket fick stor uppmärksamhet. Maskinen var en Junkers med 300 hästkrafters motor, byggd vid AB Flygindustri i Limhamn. Planet hade en aktionsradie av 1 000 kilometer.
Det ursprungliga fältet hade en stråklängd om 500 meter och i förlängningen ytterligare 200 meter där hindren inte fick överstiga 12-15 meter. I början av 1930-talet utreddes om Torslanda skulle byggas ut, eller om ett nytt flygfält vid Tingstad skulle byggas. Kravet på en sjöflygplats kvarstod inte längre och Tingstad skulle ligga närmare Göteborg. Utredningens resultat var att Torslanda var att föredra av bland annat ekonomiska skäl, då man löst in tillräckligt med mark. Även ett av de ursprungliga placeringsalternativen - Åby i Mölndal - utreddes efter begäran av ABA. Flygfältets stråklängd utökades till 800 meter och ytan till nästan 83 hektar under åren 1933-1936. En ny terminalbyggnad uppfördes 1937 och togs i bruk 1938.

Flygplansutvecklingen gick framåt och vikterna ökade. Det stod därför klart att ytterligare utbyggnad av flygfältet behövdes och en utredning föreslog tre permanentbelagda banor med längderna 1 500 m, 1 200 m och 1 200 m och med 60 meters bredd vardera. Arbetet med utbyggnaden påbörjades den 1 juli 1939. Utbrottet av Andra världskriget den 1 september samma år medförde störningar i utbyggnadsarbetet. Utbyggnaden kom att pågå fram till 1948 och fältets yta omfattade därefter 128 hektar efter bland annat utfyllnad av Torsviken. De nya banorna bildade en triangel och hade följande utformning:
- Bana 04/22: längd 1 850 m, bredd 60 m
- Bana 09/27: längd 1 160 m, bredd 40 m
- Bana 14/32: längd 1 125 m, bredd 40 m

Hangar 2 uppfördes under åren 1947-1949.
1942 tog staten över driftansvaret av Torslanda från Göteborgs Flyghamns AB. Marken ägdes dock fortfarande av Göteborgs stad, som åtog sig att säkra markbehovet vid framtida utbyggnader.

## De expansiva åren

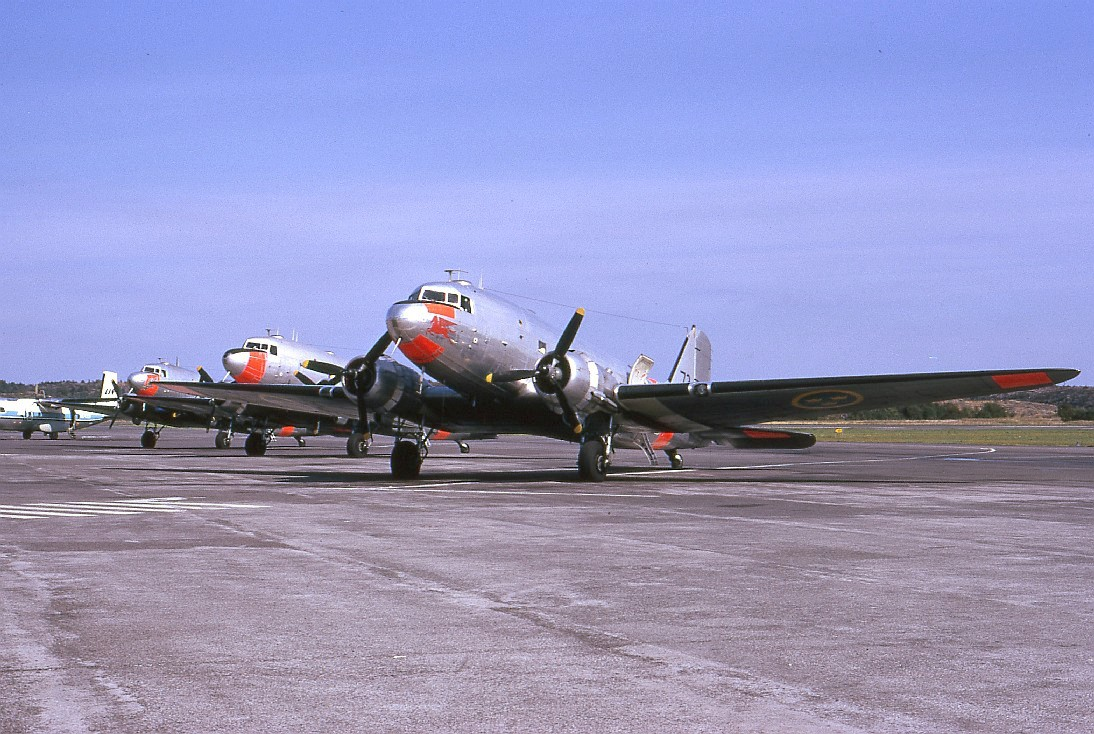
Fotografi av flygplatsen 1973.

Efter andra världskriget när SAS bildades började de nyttja flygplatsen tillsammans med det nystartade British European Airways som trafikerade sträckorna Göteborg−Northolt och Göteborg-Croydon, båda utanför London.
I början av 1950-talet var start- och landningsstatistiken i nivå med den på Bromma flygfält i Stockholm och under 1960-talet skulle flygtrafiken bara öka då charterresandet började komma igång på allvar. Dock stängdes sjöflygplatsen den 20 april 1967.
En förlängning av bana 14/32 med 150 meter till totalt 1 285 meter blev klar i september 1955. Torsviken fylldes ut med drygt 3 hektar och flygfältet omfattade då 131 hektar. Samma år byggdes stationsbyggnaden ut och förändrades inuti för att öka passagerarutrymmena och ge plats för en restaurang.
1960 kom Caravellen till Torslanda och därmed inleddes jetåldern på flygplatsen. Banlängderna var dock för korta och planen fick använda bromsfallskärm, vilket påverkade antalet möjliga landningar. Bana 14/32 förlängdes därför 1966.
Hisingen hade under början av 1960-talet blivit ett viktigt industricentrum med Arendalsvarvet, Volvo och BP-raffinaderiet, samtidigt som antalet bostäder ökade. Detta ställde nya krav, men också restriktioner, på flygplatsen.

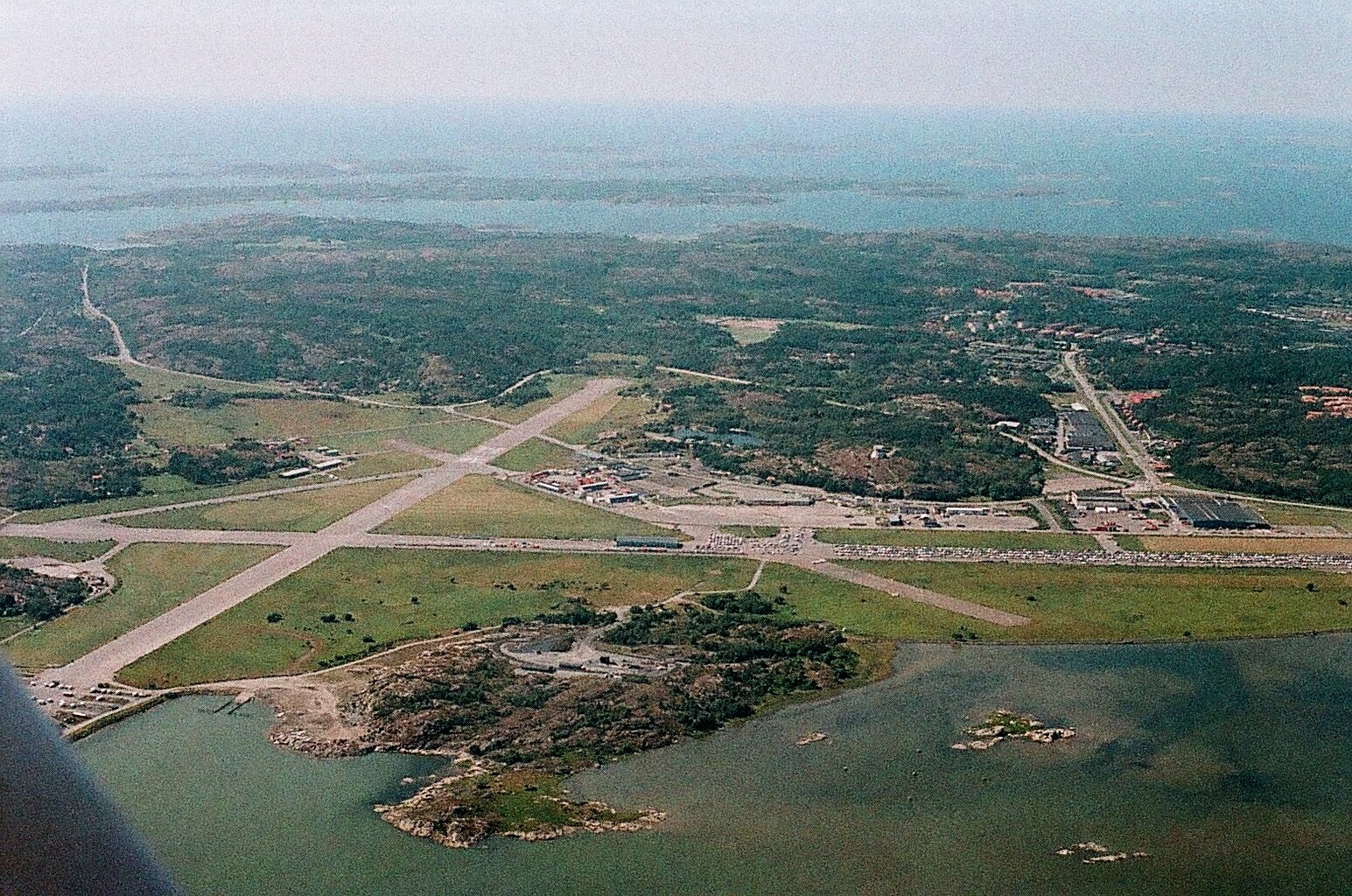
Luftbild Torslanda flygplats, juli 1984

Under 1960-talet skedde flera utbyggnader av banor och byggnader:
- Bana 14/32 ökades med 770 meter till 2 060 meter under åren 1963-1966
- Bana 04/22 ökades till 1 930 meter (klart år 1966)
- Bana 09/27 reducerades till taxibana och parkeringsplats för flygplan år 1966
- Taxibanor byggdes åren 1963, 1966 och 1972
- Den gamla stationsbyggnaden byggdes ut 1965
- Ny terminalbyggnad invigdes 1969
- Nytt flygledartorn invigdes 1969

Den genomsnittliga ökningen av antalet passagerare var under åren 1966-1976 25%.
1972 passerade 1 127 000 passagerare genom Torslanda och flygplatsen var då näst störst i Sverige efter Arlanda. Men flygplatsen hade nått sin gräns för hur mycket den kunde byggas ut.
Den 25 augusti 1973 firade Torslanda Flygplats 50 år.

### Nya tornet
Flygledartornet var placerat på stationsbyggnadens framsida. När trafiken ökade under sextiotalet räckte det inte till. Genom de förlängningar av banorna som gjorts, var det inte längre möjligt för flygledarna att övervaka hela flygfältet. I början av 1967 undersöktes därför hur tornfunktionen kunde förbättras och det beslöts att bygga ett nytt torn på Snäckeberget. Det nya flygledartornet ritades 1968 av arkitektkontoret BJR, som drevs av arkitekterna Frederik Bjurström, Jon John och Nils Inge Rosén. Estetiken är karaktäristisk rymdåldersinspirerad och fasaden är i eternit. Den började byggas i januari 1969 och invigdes i september samma år. Strax efter invigningen kom en kraftig storm med orkanvindar den 22 september. Konstruktionen visade sig vara alltför svag. Rutorna i det nya tornet blåste sönder och tornfunktionen fick tillfälligt flytta tillbaka till det gamla tornet.

### Utredning om ny flygplats
I juni 1966 tillsattes Karl Frithiofson som enmansutredare av Västsveriges flygplatsfråga och åtta olika alternativ utreddes: Lilla Edet, Solberga, Starrkärr, Hermansby, Säve, Torslanda, Fjärås socken samt Härryda, som förordades som förstahandsalternativ i den utredning som överlämnades till regeringen i september 1967. Byggstart för den nya Landvetter flygplats föreslogs till 1971 och den beräknades stå klar 1975. I verkligheten blev det byggstart 1973 och invigning 1977.

## Stängningen
Den 2 oktober 1977 klockan 22.25 lyfte det sista reguljära trafikflygplanet (SAS DC-9-41 OY-KGH, SK 479) från Torslanda flygplats med destination Köpenhamn. Det sista flygplanet som landade var DK 528 Transair B-727 SE-DDB från London/Stansted. De flygplan som landade på Torslanda den kvällen mellan klockan 21.00 och 24.00, då flygplatsen stängdes, flögs på morgonen den 3 oktober över till den nybyggda Landvetter flygplats.

## Efter stängningen

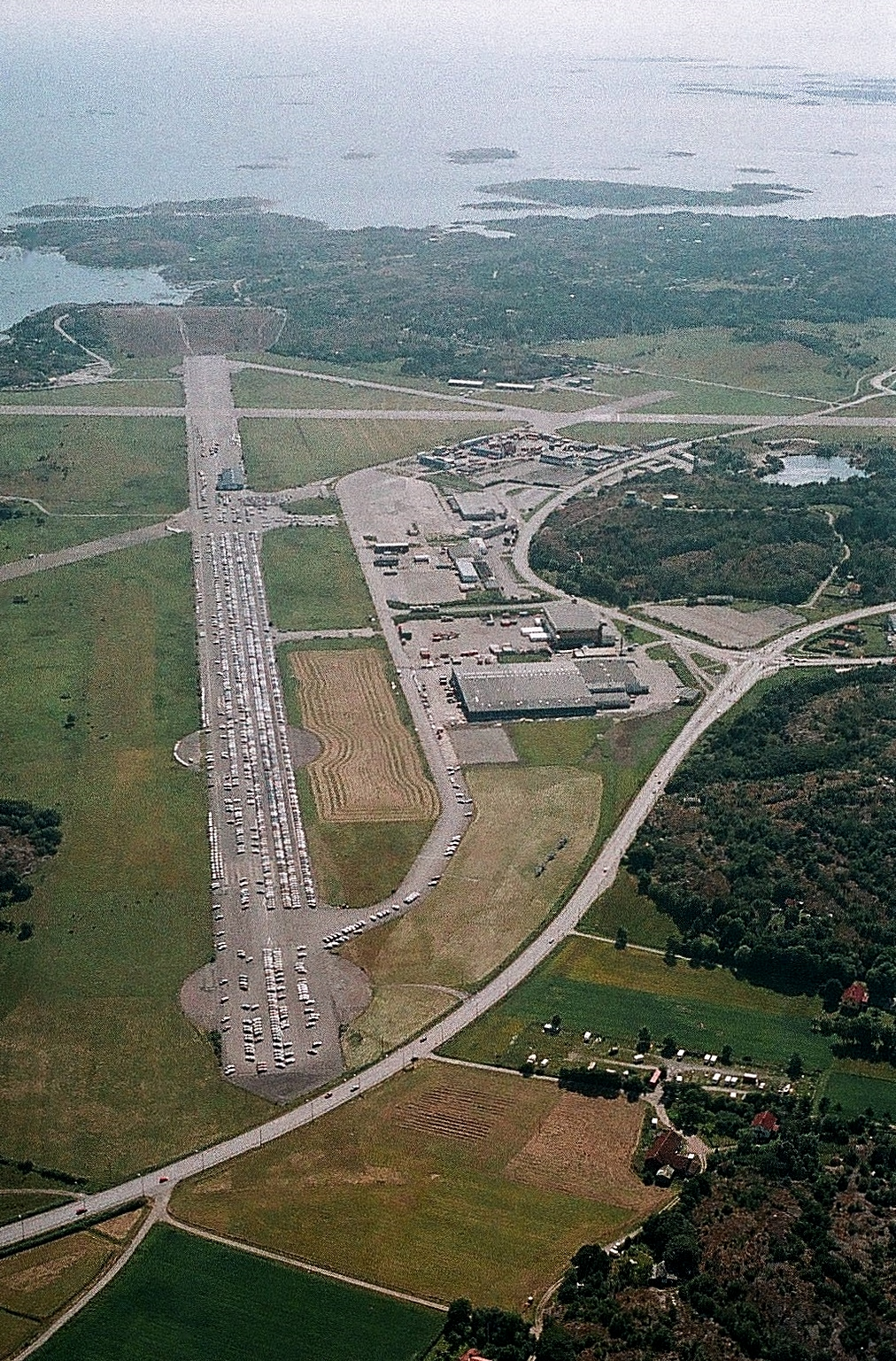
Parkerade fordon på den tidigare landningsbana 22, juli 1984

Flygfältet förfogade vid stängningen över ett större antal byggnader med cirka 16 000 kvadratmeter uppvärmd yta och cirka 2 000 kvadratmeter kallyta samt cirka 340 000 kvadratmeter hårdgjord yta.
Banorna låg kvar i många år efter nedläggningen. De användes bland annat för uppställning av containrar och som träningsbana för tävlingsfordon. En speciell infart ordnades så att bussarna mot Lilla Varholmen (Öckeröfärjan) kunde gena över en av banorna, med ett hinder så endast fordon med hög markfrigång kunde passera, för att hindra personbilar att utnyttja genvägen. Senare, cirka år 1997, har huvudvägen (länsväg 155) som innan dess gick runt banorna byggts över dem.
Den nya stadsdelen Amhult ligger på delar där flygfältet förut låg, och där finns nu bostäder, affärer, småföretag, industribyggnader samt Torslandavikens småbåtshamn. Ett av områdena är Amhults Trädgårdsstad. Kvar finns dock flygledartornet, vilket sedan 1979 använts som festlokal (och tidvis[källa behövs] som restaurang). Även Torslanda golfbana ligger på delar av det gamla flygfältet. Ett flygfält för modellflygplan har numera verksamhet vid en fortfarande asfalterad sidobana som löper 300 meter åt öster från det gamla flygledartornet.